# Nissan 180SX
O 180SX é um hatchback coupe (também chamado de fastback na maioria dos mercados) fabricado pela Nissan, baseado no chassis do Silvia S13 (Nissan S platform), vendido no Japão (também em outros países, mas com o nome de 200SX). Na América do Norte, foi vendido com nome de 240SX fastback.
O nome 180SX é originalmente em referencia a cilindrada de seu motor CA18DET, usado nos chassis. Em 1991, finalmente, o motor foi melhorado, um SR20DE de 2.0 litros, e seu derivado, SR20DET, que conta com um turbo. Uma comum modificação no 180SX e no seu irmão norte-americano, 240SX fastback, é o Nissan Sileighty.

## Motorização
- CA18DET, que tem 173HP, 1.8 litros e conta com turbo. Foi o último motor da Série CA
- SR20DE, que tem 150HP, 2.0 litros aspirado.
- SR20DET, derivado do SR20DE, tem 207HP, 2.0 litros e conta com um turbo-compressor.